# Tierra Blanca, Pueblo Nuevo
Tierra Blanca är en ort i Mexiko.   Den ligger i kommunen Pueblo Nuevo och delstaten Durango, i den centrala delen av landet, 800 km nordväst om huvudstaden Mexico City. Tierra Blanca ligger 1 027 meter över havet och antalet invånare är 236.
Terrängen runt Tierra Blanca är bergig åt nordost, men åt sydväst är den kuperad. Terrängen runt Tierra Blanca sluttar söderut. Runt Tierra Blanca är det mycket glesbefolkat, med 6 invånare per kvadratkilometer. Närmaste större samhälle är Pueblo Nuevo, 19,2 km öster om Tierra Blanca. I omgivningarna runt Tierra Blanca växer huvudsakligen savannskog.